# José Soler Puig
José Soler Puig (Santiago de Cuba, 10 de noviembre de 1916-Santiago de Cuba, 30 de agosto de 1996), fue un novelista, dramaturgo y guionista de cine y radio cubano.
En 1960 obtuvo el premio Casa de las Américas en su primera edición, con su novela Bertillón 166.

## Biografía
Cursó la enseñanza primaria y la secundaria en su ciudad natal. A los quince años se propuso escribir un cuento por día, sin embargo, después de un largo período querría quemarlos, más su intento sería fallido, pues un amigo los rescató de la hoguera y más tarde se publicarían.
Tiempo después, la revista Carteles publicó otro cuento, y entonces el joven escritor sintió algo más que curiosidad, aunque después no volvería a repetirse el milagro.
Se trasladó a Guantánamo (Oriente) y después a la Isla de Pinos, donde trabajó en una fábrica de aceite de coco. Posteriormente se mudó a Gibara, también en la zona oriental de la Isla.
Durante su vida desempeñó numerosos oficios: trabajó como jornalero, vendedor ambulante, cortador de caña, pintor de brocha gorda, recogedor de café, billetero y vendedor de líquido de freno.

## Premios
- Premio Casa de las Américas (1960), por Bertillón 166

- Premio Nacional de Literatura (1986)

## Obras
- Bertillón 166 (1960)

- El pan dormido

- Un mundo de cosas

- El caserón

- El derrumbe